# Adolf Abrahamowicz
Adolf Abrahamowicz (ur. 7 listopada 1849 we Lwowie, zm. 16 sierpnia 1899 w Targowicy Polnej) – polski komediopisarz pochodzenia ormiańskiego. Był ziemianinem, ale większość życia spędził w rodzinnym Lwowie. Jego bratem był Dawid Abrahamowicz, polityk.
Zadebiutował w 1880 jednoaktówką Dwie teściowe. Współpracował z wieloma reżyserami i aktorami, przede wszystkim z Ryszardem Ruszkowskim (w latach 1884-1891). Wraz z nim napisał m.in. farsy Mąż z grzeczności (wyst. 1885), Oddajcie mi żonę (wyst. 1886), Florek (wyst. 1887). Mąż z grzeczności został przetłumaczony na języki niemiecki i czeski.
Jego farsy i krotochwile przynależą do tzw. „dramatu popularnego”. Odznaczają się dużym zmysłem obserwacyjnym, a komizm oparty jest na pomysłowości i zręczności w tworzeniu sytuacji komicznej, przy czym mimo ukazywania przywar ludzkich - humor Abrahamowicza jest humorem pogodnym. Akcja przebiega przeważnie w galicyjskim środowisku wielkomiejskim, pojawiają się też często dziwacy i oryginałowie stanu szlacheckiego. Farsy Abrahamowicza spełniają warunki formalno-kompozycyjne dobrze napisanych utworów tego gatunku. Były też bardzo popularne w polskim repertuarze rozrywkowym XIX wieku.